# Yolanda Ventura
Pour les articles homonymes, voir Ventura.
Yolanda Ventura Román (née le 21 octobre 1968 à Barcelone) est une actrice et chanteuse de double nationalité espagnole et mexicaine, d'origine espagnole.

## Biographie
Yolanda Ventura est la fille du trompettiste catalan Rudy Ventura. À 10 ans, elle est membre du groupe Parchís (où elle a pour surnom La ficha amarilla) formé à Barcelone en 1979 et qui sera le groupe musical pour enfants le plus populaire d'Espagne et d'Amérique latine pendant plus de cinq ans. Avec Parchís, elle enregistre plusieurs albums, tourne sept films et fait des tournées en Espagne et en Amérique latine.
Lorsqu'elle quitte le groupe en 1985, elle laisse la chanson au second plan pour se concentrer sur sa carrière d'actrice. Elle est la cousine du scénariste Joaquín Oristrell (es) qui donne son premier rôle de personne adulte. Elle trouve un contrat long sur la chaîne mexicaine Televisa. Elle s'installe dans ce pays en 1990, où peu de temps après, elle épouse son collègue acteur Alejandro Aragón (es), dont elle est divorce en 2010. Elle est la mère d'un fils du même nom. Elle est actuellement en couple avec son collègue acteur Odiseo Bichir. 
Elle est actrice dans différents feuilletons, séries télévisées, films, pièces de théâtre. En 2013, elle fait la couverture de l'édition mexicaine du magazine Playboy.

## Filmographie

### Séries télévisées
- Platos rotos (1985-1986) - Mariel
- Desafío (1990)
- Amor de nadie (1990-1991) - Astrid
- Muchachitas (1991-1992) - Gloria López
- El abuelo y yo (1992) - Teresa
- Corazón salvaje (1993-1994) - Azucena
- La paloma (1995) - Lilia Rivero
- El diario de Daniela (1998-1999) - Natalia Navarro Monroy
- Carita de ángel (2000-2001) - Julieta
- Atrévete a olvidarme (2001) - Liliana
- Cómplices al rescate (2002) - Clarita Torres
- ¡Vivan los niños! (2002-2003) - Dolores Herrera
- Bajo la misma piel (2003-2004) - Macarena Montiel
- Amy, la niña de la mochila azul (2004) - Angélica de Hinojosa
- Piel de otoño (2005) - Mayté Gómez
- Contra viento y marea (2005) - Isabel
- Yo amo a Juan Querendón (2007-2008) - Laura Berrocal
- En nombre del amor (2008-2009) - Angélica Ciénega
- La rosa de Guadalupe (2009-2016) - Dafne/ Raquel / Lula / Angelica / Nadia
- Cuando me enamoro (2010-2011) - Karina Aguilar
- La que no podía amar (2011) - Gloria
- Como dice el dicho (2011-2017) - Maricarmen / Alondra / Madre Teresa
- Amor bravío (2012) - Piedad Martínez
- Quiero amarte (2013-2014) - Genoveva
- La sombra del pasado (2014-2015) - Irma de Lagos
- Mujeres de negro (2016) - Giovanna
- Rosario Tijeras (2018) - Andrea Peralta
- La piloto (2018)  - León
- Fuego ardiente (2021) - Pilar Ortiz de Ferrer
- S.O.S me estoy enamorando (2021) - Elsa Ávila de Fernández

### Cinéma
- Ritmo a todo color - Yolanda - (Máximo Berrondo, 1980)
- La guerra de los niños - Yolanda - (Javier Aguirre Fernández, 1980)
- Su majestad la risa - Yolanda - (Ricardo Gascón, 1981)
- Los Parchís contra el inventor invisible - Yolanda - (Mario Sábato, 1981)
- La segunda guerra de los niños - Yolanda - (Javier Aguirre Fernández, 1981)
- Las locuras de Parchís - Yolanda - (Javier Aguirre Fernández, 1982)
- La magia de los Parchís - Yolanda - (Mario Sábato, 1982)
- La gran aventura de los Parchís - Yolanda - (Mario Sábato, 1982)
- Parchís entra en acción - Yolanda - (Javier Aguirre Fernández, 1983)
- La noche de la ira - Ana - (Javier Elorrieta, 1986)
- ¿De qué se ríen las mujeres? - Abuela - (Joaquín Oristrell, 1997)
- Dos gallos de oro (Mario Hernández, 2002)
- El club de los idealistas - Elena - (Marcelo Tobar, 2020)